# Abigail Thorn
Abigail Thorn (Newcastle upon Tyne, 24 de abril de 1993) es una youtuber, actriz y dramaturga británica más conocida por su canal de YouTube Philosophy Tube.
Philosophy Tube comenzó en 2013, cuando Thorn impartió lecciones gratuitas de filosofía a raíz de la subida de las matrículas universitarias británicas en 2012. En 2018, sus videos se volvieron más teatrales e incorporó escenarios, iluminación, vestuario y maquillaje. El canal ha recibido críticas positivas y tiene más de un millón de suscriptores.
En 2019, Thorn hizo una retransmisión en vivo en Twitch en la que leyó textos de las Obras completas de Shakespeare para la ONG en defensa de la salud mental Samaritans. La retransmisión duró cinco días, contó con varios invitados y recaudó más de £100 000 para los samaritanos.
Thorn se declaró públicamente como una mujer transgénero en enero de 2021, con el video Coming Out As Trans - A Little Public Statement y el más teatral Identity: A Trans Coming Out Story.

## Primeros años y vida personal
Thorn es de Newcastle upon Tyne y tiene dos hermanos mayores. Estudió en la Royal Grammar School, donde fue miembro de un grupo de cadetes del ejército. Thorn atribuye su descubrimiento de la filosofía a su maestro, además de haber tomado la materia como un curso de nivel experto. Más tarde estudió Filosofía y Teología en la Universidad de St. Andrews, donde también participó en la ONG Mermaids y St Andrews Revue. Thorn se graduó con un máster en Filosofía en 2015, siendo la mejor de su promoción. Luego se formó en la escuela East 15 Acting School, completando un máster en Artes otorgado por la Universidad de Essex en 2017 antes de mudarse a Londres.
En octubre del 2019, Thorn habló sobre su sexualidad en su video de YouTube Queer✨, donde se declaró bisexual. El 30 de enero de 2021, Thorn se declaró mujer trans. Ha dado discursos en protestas a favor de la atención médica transgénero y abogó por la liberación transgénero. Thorn se identifica como lesbiana, a partir de febrero de 2022.

## Carrera profesional

### Youtube
Thorn comenzó su canal de YouTube, Philosophy Tube, como un canal educativo en 2013 en respuesta a la triplicación de las tasas de matrícula universitaria en el Reino Unido en 2012 que hizo que la educación superior fuese menos accesible. Thorn declaró que su misión era  «[regalar] un título en filosofía de forma gratuita». Thorn originalmente planeó grabar sus conferencias y subirlas, en lugar de hacer videos, pero su universidad no se lo permitió. Su primer video titulado «Pienso, luego existo» sobre René Descartes fue subido en mayo de 2013. Su primer suscriptor canceló su suscripción en protesta cuando Thorn expresó opiniones feministas por primera vez. Antes de su transición, Thorn presentaba el canal con el nombre de Oliver Thorn y era comúnmente conocido como Olly.
Thorn gana dinero tanto con los ingresos publicitarios de YouTube como con el micromecenazgo en Patreon. El estilo del canal progresó a lo largo de los años de un estilo directo de hablar a la cámara sobre las obras de filósofos como René Descartes e Immanuel Kant, a producciones más teatrales. En 2016, Thorn participó en YouTube NextUp, un programa de capacitación de una semana para YouTubers con menos de 100 000 suscriptores.
Tras asistir a la conferencia VidCon de 2018, Thorn decidió cambiar su contenido y comenzó a filmar en un estudio con vestuario y maquillaje. También usó accesorios como serpientes y caballos. Kayleigh Donaldson de Pajiba describió los trabajos de Thorn en 2019 como «piezas de reflexión de formato largo» con «diseño de producción detallado» que utiliza aspectos de la comedia de bocetos. Emily St. James de Vox resumió que el canal cubre tanto temas filosóficos como «ideas sociopolíticas de la era actual desde un punto de vista de izquierdas». P.or ejemplo, un video sobre el exasesor de Trump y cofundador de Breitbart News, Steve Bannon, presenta a Thorn interpretando una versión de una canción de Hadestown,con letras sobre Bannon. St. James elogió que Thorn «socava todo el  personaje [de Bannon]». En 2021, Thorn alcanzó el millón de suscriptores.
En julio de 2019, Thorn habló sobre su canal en el programa de radio de la BBC World Business Report . En enero de 2020, Dmitry Kuznetsov y Milan Ismangil, escribiendo para tripleC, informaron que el canal es un foco de una comunidad de fanáticos de Internet centrada en YouTubers izquierdistas categorizados como «BreadTube». Los autores señalan el crowdfunding de aficionados, el valor de la producción, las críticas a la extrema derecha, el uso de citas y videos sobre temas amplios como atributos comunes de BreadTube que emplea Philosophy Tube. Como estudio de caso, Climate Grief de Thorn analiza el cambio climático a través de múltiples personajes, citando el concepto de hiperobjetos de Timothy Morton y Why Marx Was Right de Terry Eagleton. En el video, Thorn critica algunos argumentos de derecha e izquierda y destaca la filosofía indígena.
El video Suic!de and Ment@l He@lth de Thorn de 2018 examina las actitudes sociales hacia la salud mental, junto con sus experiencias personales: tiene un pasado de autolesiones y dos intentos de suicidio . Dijo a mediados de 2019 que aún recibía al menos un correo electrónico por día de una persona que decía que el video le había salvado la vida.  El vídeo de Thorn Hombres. Abuso. Trauma. trata de los hombres y la salud mental, con referencia a sus experiencias personales. El video tiene una duración de 35 minutos, con el guion totalmente memorizado por Thorn. No hay cortes ni edición, y un solo cambio de vestuario es facilitado por una cámara panorámica lenta a través de la habitación; Thorn usó la segunda de dos tomas. Tanto el guion como el estilo del video hacen referencia a la obra No Exit de Jean-Paul Sartre de 1944. Emily St. James de Vox elogió que la «tensión y vulnerabilidad que se construye» se mantenga por la falta de montaje y opinó que, «la forma estética de este video es inseparable del contenido».
En una entrevista de 2021 para revista Insider, Thorn dijo que tenía una idea  para el episodio final del canal, ya que siente que el canal tuvo éxito por sus suscriptores números, razón por la cual fue nombrada creador destacado en 2021 de VidCon y de otros canales de YouTube que se inspiraron en ella. Ella dijo que el momento del final del canal dependería de los futuros papeles.

### Salir del armario como transeidentidad
El 30 de enero de 2021, Thorn se declaró mujer trans a través de una declaración pública, publicada en las redes sociales y grabada en el video Coming Out As Trans - A Little Public Statement. Harron Walker Jezabel lo describió como un «llamamiento feminista y anticapitalista en apoyo [de] la igualdad legal, la autonomía física y una liberación más amplia de las personas trans en el Reino Unido y en otros lugares». La declaración trataba temas como el acceso a la atención médica, los periodistas difamando sobre las personas transgénero y la falta de representantes políticos transgénero. También dice que otros problemas de la sociedad, como la falta de vivienda, afectan de manera desproporcionada a la comunidad trans. «Abigail» fue tendencia en Twitter después de esa declaración.
Thorn también lanzó el video Identity: A Trans Coming Out Story, que se basó en el trabajo de la escritora estadounidense Audre Lorde y vio a Rhys Tees actuando en el papel del antiguo yo de Thorn. Thorn le dijo al Daily Xtra que estudiar obras de filósofos trans la ayudó a comprender mejor su identidad, pero que sintió una presión social significativa como figura pública transgénero. Antes del anuncio, había salido del armario con amigos y familiares, pero experimentó dificultades para evitar ser expuesta públicamente en la vida cotidiana y para acceder a espacios trans de forma anónima. Había optado por actuar como un hombre en algunos de sus videos a pesar de haberse dado cuenta de que era transgénero, y decidió mantener públicos sus videos previos a la transición debido a su contenido educativo y valor artístico, y porque no creía que ser transgénero era una vergüenza.
En una entrevista de 2021 con Ben Hunte para la BBC, Thorn describió la ansiedad por publicar su transición, pero sintió que no podría haberlo mantenido en privado por mucho más tiempo. Thorn le dijo a Insider que antes de su transición, cuando los fanáticos masculinos se referían a ella como un modelo a seguir positivo para la masculinidad, «siempre parecía que estaban hablando de otra persona». Ella describió: «Traté de hacer lo del hombre del siglo XXI ... despierto pero también compasivo y divertido y encantador y sexy y todo lo demás ... y todo me hizo un poco miserable realmente. Pero entiendo por qué parte de mi audiencia se sintió así». Cuando salió del armario, sintió presión externa para «realizar un cierto modelo de feminidad», como una «mujer blanca, elegante, elocuente, encantadora y no amenazante», y dijo que «eso es lo que se espera que sean las mujeres británicas».

### Transmisión en vivo de caridad
En 2019, Thorn se propuso leer las Obras completas de Shakespeare para recaudar fondos para Samaritans, una organización benéfica del Reino Unido que ayuda a las personas con problemas emocionales. Thorn eligió la organización benéfica porque dijo que su línea telefónica directa «le salvó la vida cuando [ella] estaba considerando suicidarse». Eligió a Shakespeare basándose en la idea de que «Shakespeare presenta todas las emociones humanas», que atribuyó a Judi Dench. La retransmisión se inspiró en un videojuego de enero de 2019 de Harry Brewis (alias Hbomberguy) que recaudó £278 000 ($340 000) para la organización benéfica transgénero británica Mermaids. Lo anunció al final de su video de YouTube Men. Abuso. Trauma., que se lanzó a finales de julio de 2019.
Retransmitiendo en Twitch, Thorn comenzó el viernes 23 de agosto y terminó el martes 27 de agosto, transmitiendo continuamente con solo unas pocas horas por día para dormir. Muchas personalidades de Internet se unieron a Thorn para hacer papeles de las obras, como Mara Wilson como Lady Macbeth y Dominique «SonicFox» McLean como el Héctor de Troilus y Cressida. Thorn inicialmente esperaba recaudar entre $2000 y $5000, pero dijo en Twitter que la transmisión había recaudado £109 447.54 (aproximadamente $130 000) después de las tarifas de conversión de moneda de PayPal. Más de 175 000 personas vieron la transmisión. La Royal Shakespeare Company elogió a Thorn por el esfuerzo, al igual que los samaritanos.

### Actuaciones
En la segunda serie de Ladhood, que se estrenó en la iPlayer  de la  BBC iel 15 de agosto de 2021, Thorn interpretó el papel de invitada de Iona, apareciendo en los episodios «Indie» y «The Big Day».
En mayo de 2021, se anunció que Thorn estaba filmando una próxima serie de televisión de diez episodios, Django, una nueva versión de la película del Oeste de 1966 del mismo nombre.

### Otras actividades
En febrero de 2021, Thorn se unió a Alice Caldwell-Kelly y Devon para presentar el podcast Kill James Bond. Lanzado quincenalmente, cada episodio ve a los anfitriones revisar una de las películas de James Bond. El podcast adopta un ángulo crítico, intentando, en palabras de sus creadores, «dar a 007 la próxima aparición socialista y feminista que tanto se merece». Alcanzó el puesto número 1 en la lista de Chartable de podcasts de reseñas de películas más populares en el Reino Unido. Thorn dijo que se involucró después de que Caldwell-Kelly sugirió en el podcast en Twitter: que estaba familiarizada con las películas de Bond desde su infancia y creía que eran defectuosas «por las formas interesantes en que dicen cosas interesantes sobre Gran Bretaña». Vio en Bond  un símbolo de un «tipo de masculinidad militar británica» y comentó que tanto ella como Caldwell-Kelly habían sido cadetes del ejército cuando eran niños.
Thorn narró el audiolibro de Axiom's End (2020) de Lindsay Ellis, junto a Stephanie Willis. Por su narración, fue nominada conjuntamente a un premio Audie de ciencia ficción.
Thorn ha escrito una obra de teatro en el Off West End en la que protagonizará, The Prince, programada para presentarse en el Southwark Playhouse en Londres en otoño de 2022. La trama presenta personajes que se vuelven conscientes de sí mismos y tratan de escapar de la obra de Shakespeare Enrique IV, Parte 1. Tiene temas de identidad transgénero, radicalización política y relaciones románticas, platónicas y familiares poco saludables. Thorn lo describió como «Como The Matrix si hubiera sido escrito en 1600». El elenco de ocho personas es mayoritariamente trans. Las vistas previas están programadas para comenzar el 15 de septiembre de 2022 y las funciones se realizarán del 19 de septiembre al 8 de octubre.

## Recepción
Shannon Strucci, escribiendo para la revista Sight & Sound publicada por el British Film Institute, dijo que los videos de Thorn «varían tremendamente» en «tono y contenido». Strucci describió los videos como «siempre bien investigados, inventivos y teatrales». La emisora alemana Deutsche Welle elogió los videos como entretenidos y elaborados en diseño. El canal Philosophy Tube fue recomendado en el SME de gran formato eslovaco. La autora y locutora irlandesa Emma Dabiri ha disfrutado de los videos de Thorn. En 2021, se recomendó Philosophy Tube en una lista de contenido de transmisión de acceso abierto en un ensayo para Choice Reviews, y dos revisores de The Guardian, Frances Ryan y Ammar Kalia, elogiaron el canal.
St. James describió el video Men. Abuso. Trauma. como «uno de los mejores episodios de televisión del año». Dan Schindel de Hyperallergic describió el mismo video como una «media hora fascinante», elogiando la falta de cortes. El video también fue elogiado por Lukáš Pokorný en la revista checa A2. El video Queer ✨ de Thorn fue uno de los 134 videoensayos incluidos en Sight and Sound como uno de los «mejores videoensayos de 2019». Strucci revisó para la revista que el video era «esclarecedor y entretenido» además de «alegre». Gwendolyn Ann Smith, escribiendo para el Bay Area Reporter, elogió Identity: A Trans Coming Out Story por «profundizar en la naturaleza misma de ser trans en formas que normalmente no se ha visto», en relación con la perspectiva de que la transición de género  trata de «revelar la verdad interior» en lugar de «convertirnos en algo que no éramos».
Schindel recomendó el video Artists & Fandoms. Merryana Salem, escribiendo para Junkee, dijo que The Trouble with the Video Game Industry era uno de sus «videos de Youtube favoritos de todos los tiempos». Más tarde, Salem recomendó Data, un video sobre las preocupaciones éticas de la minería de datos, como uno de los «10 ensayos en video que lo volverán adicto a los ensayos en video». Wil Williams de Polygon calificó Data como uno de los videos más subestimados de Thorn, comparando el formato con un diálogo platónico y la película interactiva Black Mirror: Bandersnatch.
Thorn fue nominada en la categoría Influencer en línea para un premio LGBT británico 2021.